# Record Collector
Record Collector — ежемесячный музыкальный журнал, основанный в сентябре 1979 года. Позиционируется как «ведущее мировое издание посвящённое редким и коллекционным записям [а также коллективам, которые их выпустили]» и претендует на звание «самого продолжительно выходящего музыкального журнала Великобритании» .

## История
Музыкальный журналист и издатель Шон О’Мэхони, под псевдонимом Джонни Дин, издавал журнал посвящённый The Beatles, под названием The Beatles Book (также известный как Beatles Monthly), с 1963 по 1969 год. В мае 1976 года О’Мэхони начал переиздавать его под названием The Beatles Book Appreciation Society Magazine, поместив туда восемь страниц новой информацией о The Beatles, наряду с небольшими рекламными объявлениями. Большой интерес аудитории к рекламе пластинок и памятным вещам, связанным с the Beatles и другими исполнителями, подтолкнул О’Мэхони основать в сентябре 1979 года Record Collector (первый номер которого содержал новый выпуск Beatles Monthly). 7 марта 1980 года Beatles Monthly и Record Collector начали продаваться по-отдельности.
К июню 1980 года Record Collector представлял собой глянцевое издание формата А5, объем которого никогда не превышал 100 страниц. С приходом в редакцию еще одного ключевого сотрудника — Питера Доггетта, который проработал в журнале почти 20 лет (в том числе, занимая пост главного редактора), Record Collector начал обретать свою привычную форму и уникальные черты.
В 2003 году редакция Record Collector перешла на полноцветный формат печати, отпраздновав это событие специальным выпуском посвящённым психоделической музыке. На тот момент в год выходило 13 номеров, а главным редактором журнала был Алан Льюис, бывший редактор Sounds, NME, Black Music, а также основатель Kerrang!, Uncut и Loaded В апреле 2011 года на смену ему пришёл Иэн Макканн, ранее работавший в NME, Black Echoes и The Independent. Его дебютным номером стал выпуск посвящённый «51 лучшей инвестиции в винил». В 2017 году Макканна сменил Пол Лестер.

## Record Collector 100 Greatest
С 2005 году журнал Record Collector начал издавать серию книг посвящённым 100 самым коллекционным записям в определённых музыкальных жанрах. Книги были написаны специалистами в соответствующих музыкальных областях и посвящены истории каждой, вошедшей в Топ-100, пластинки, а также дополнены сопроводительным изображениям пластинок и лейблов.
На данный момент (2025-й год) изданы две книги: «100 величайших психоделических записей» и «100 величайших рок-н-ролльных записей».

### The Rare Record Price Guide
The Rare Record Price Guide содержит список исполнителей в алфавитном порядке, имеющих коллекционные экземпляры, с перечислением каждого коллекционного релиза в хронологическом порядке. Он включает в себя пластинки с частотой вращения 78 оборотов в минуту, 7-дюймовые, 10-дюймовые и 12-дюймовые виниловые синглы и мини-альбомы, грампластинки, а также синглы и альбомы на аудиокассетах и компакт-дисках. В путеводителе отображается маркировка конкретного экземпляра, его каталожный номер, список песен на стороне А и на стороне В (где это применимо), отличительные особенности экземпляра и информацию о его цене.
В путеводителе устанавливается справедливая, точная и реалистичная оценка каждой пластинки, которая служит своеобразным ориентиром для покупателей и продавцов редких пластинок. Оценки применимы к пластинкам, сохранённым в отличном состоянии. Если существуют разные версии одной и той же пластинки (например, ограниченное количество пластинок было выпущено в специальной упаковке), то для отражения этой разницы указаны две цены.
Путеводитель задуман не как полная дискография конкретного исполнителя, а как справочник для коллекционеров и продавцов коллекционных пластинок. Основное внимание в нём уделяется музыке, выпущенной начиная с 1950-х годов.

### The Rare Record Price Guide Online
В апрельском номере журнала Record Collector за 2010 год было объявлено, что у The Rare Record Price Guide выходит появится онлайн-версия. Онлайн-база данных содержит все последние обновления, функцию конвертации валют в реальном времени, больше фотографий и возможность для пользователей публиковать свои собственные материалы. Кроме того, пользователи могут получить общую оценку коллекции, добавив записи из базы данных в личный раздел сайта «Моя коллекция».